# Agrotis pepoli
Agrotis pepoli är en fjärilsart som beskrevs av Bert. 1874. Agrotis pepoli ingår i släktet Agrotis och familjen nattflyn. Inga underarter finns listade i Catalogue of Life.